# Pygolampis sericea
Espèce
Pygolampis sericea est une espèce nord-américaine de punaises de la famille des Reduviidae.

## Répartition
Pygolampis sericea se rencontre en Amérique du Nord depuis le Québec jusqu'à la Floride, avec une aire s'étendant jusqu'à l'Ontario, le Nebraska et le Texas, ainsi qu'à la Colombie-Britannique.

## Mode de vie
Pygolampis sericea se nourrit d'autres insectes et est de ce fait très important pour réguler les insectes ravageurs. 

## Systématique
Le nom valide complet (avec auteur) de ce taxon est Pygolampis sericea Stål, 1859.